# الکساندر کوبلیا
الکساندر کوبلیا (اوکراینی: Олександр Миколайович Кобеля؛ زادهٔ ۲۸ فوریهٔ ۲۰۰۲) بازیکن فوتبال اهل اوکراین است.